# Ristomatti Hakola
Ristomatti Hakola (Kankaanpää, 15 aprile 1991) è un fondista finlandese.

## Biografia
Attivo in gare FIS dal dicembre del 2008, ha esordito in Coppa del Mondo il 4 marzo 2012 nella sprint a tecnica classica di Lahti (74º) e ai Campionati mondiali a Falun 2015, classificandosi 38º nella 50 km e 9º nella sprint. Ai successivi Mondiali di Lahti 2017 è stato 6° nella sprint. Ai XXIII Giochi olimpici invernali di Pyeongchang 2018, sua prima presenza olimpica, si è classificato 43º nella 50 km, 6º nella sprint e 9º nella sprint a squadre. Il 10 febbraio 2019 ha colto a Lahti il suo primo podio in Coppa del Mondo (3º) e ai Mondiali di Seefeld in Tirol 2019 è stato 29º nella 15 km, 15º nella sprint, 7º nella sprint a squadre e 4º nella staffetta, mentre a quelli di Oberstdorf 2021 ha vinto la medaglia d'argento nella sprint a squadre e si è classificato 16º nella sprint e 6º nella staffetta. Ai XXIV Giochi olimpici invernali di Pechino 2022 si è piazzato 28º nella 15 km e 6º nella staffetta; ai Mondiali di Planica 2023 ha vinto la medaglia d'argento nella staffetta ed è stato 33º nella 50 km e a quelli di Trondheim 2025 ha vinto l'argento nella sprint a squadre e si è classificato 15º nella 10 km e 10º nella staffetta.

## Palmarès

### Mondiali
- 3 medaglie:
  - 3 argenti (sprint a squadre a Oberstdorf 2021; staffetta a Planica 2023; sprint a squadre a Trondheim 2025)

### Coppa del Mondo
- Miglior piazzamento in classifica generale: 19º nel 2018
- 3 podi (tutti a squadre):
  - 1 secondo posto
  - 2 terzi posti